# Cuore-Stomaco-Cervello
Cuore-Stomaco-Cervello è il secondo album della rock band italiana Clan Destino, pubblicato originariamente nel 1995 e in seguito ristampato nel 2011 da Target Music.

## Descrizione
Un disco dalle sonorità Rock vero e proprio manifesto di quel sound che ha reso il gruppo inconfondibile, già dal loro debutto al fianco di Luciano Ligabue. Nel loro viaggio come solisti però i Clan Destino spingono l'acceleratore sul loro imprinting rock, senza dimenticare aperture verso atmosfere più acustiche. Tra i brani più significativi : Alza la radio, uscito come singolo; Per sempre sei con una struttura rock-classico; Cuore e cervello con un riff di chitarra distorto con ritmiche marcatamente funky.

## Tracce
1. Alza la radio
2. Sono un bastardo
3. Fidati di me
4. L'uragano
5. La testa che fa bum bum
6. Per sempre sei
7. Che tu possa avere rabbia
8. Io sto qui
9. Cuore e cervello
10. C'è un film
11. Dio della campagna
12. Alza la radio (remix)

## Formazione
- Gigi Cavalli Cocchi - batteria e percussioni, cori in La testa che fa bum-bum e C'è un film
- Max Cottafavi - chitarre elettriche ed acustiche, banjo in C'è un film
- Gianfranco Fornaciari - voce, minimoog, mellotron, organo Hammond
- Fabrizio Palermo - basso, chitarra acustica in Dio della campagna, cori in La testa che fa bum-bum e C'è un film